# Ортис, Диего
Дие́го Орти́с (исп. Diego Ortiz, ок. 1510, Толедо — ок. 1570, Неаполь) — испанский композитор, гамбист, теоретик музыки.

## Биография
О жизни Диего Ортиса известно немного. В 1553 году он находился в Неаполитанском вице-королевстве, в 1558 году назначен придворным капельмейстером герцога Альбы и продолжал исполнять эту должность при следующем вице-короле в 1565 году.

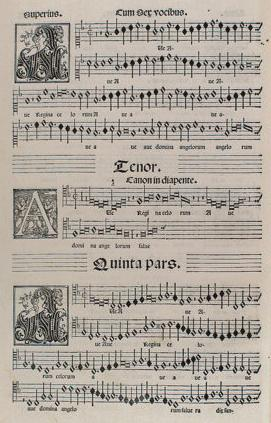
Страница «Musices liber primus» (1565)

## Творчество
Сочинял светскую музыку для виолы и клавесина, вокальную духовную музыку. Единственная прижизненная публикация сочинений Ортиса — сборник его церковной музыки «Musices liber primus, hymnos, magnificas, salves, motecta, psalmos aliaque diversa cantica complectens» (Венеция, 1565). Наиболее известен как автор школы игры на виоле «Трактат о глосах» («Trattado de glosas sobre clausulas y otros generos de puntos en la musica de violones…», 1553; опубликовал его также в итальянском переводе под названием «Glose sopra le cadenze et altre sorte de punti in la musica del violone»). Современными музыкантами книга оценивается как энциклопедия орнаментальных приёмов развития и обработки заданных тем.

## Исполнители
В XX—XXI веках музыку Ортиса исполняли и записывали Жорди Саваль, Тон Копман, Виланд Кёйкен, ансамбли старинной музыки «Fretwork», «Мадригал» и др.

## Сочинения

### Издания сочинений
- Oeuvres complètes. Vol. 1: Trattado de glosas (1553) / Introd., trad. et notes par J.-Ph. Navarre. Sprimont, 2002.
- Trattado de glosas: new edition in four languages of the original Spanish and Italian editions / Ed. by A. Otterstedt; translated into English and German by H. Reiners. Kassel a. o., 2003.

### Научные статьи
- Griffin J. A. Diego Ortiz’s principles of ornamentation for the viol: Trattado de glosas // Journal of the Viola da Gamba Society of America. 1973. Vol. 10.
- Gonzalo López J. Diego Ortiz y su época. Recercadas, tientos, fantasías // Nassarre: revista aragonesa de musicología. 1990. Vol. 6. № 1.